# 손범규 (아나운서)
손범규(1968년 12월 7일-)은 SBS의 아나운서이다. 1995년 경력 공채 5기로 SBS에 입사했다.

## 학력
- 여의도고등학교 졸업
- 91학번 홍익대학교 불어불문학과 졸업
- 91학번 연세대학교 언론홍보대학원 언록학 석사
- 91학번 홍익대학교대학원 국어국문학 박사

## 경력
- 1995년 11월 ~ 2021년 10월: SBS 아나운서국 입사
- 호서대학교 겸임교수
- 한국아나운서연합회 사무국장
- 2003년: 국립국어연구원 표준어 심의위원
- 2007년 5월: 한글학회 우리 말글 지킴이
- 2011년 3월 ~ 2013년 2월: 제14대 한국아나운서연합회 회장
- 2016년 8월 ~ 2020년 12월: 한국중고등학교탁구연맹 회장
- 2018년 1월 ~ 2021년 10월: SBS 아나운서팀 부장
- 2022년 3월: 정화예술대학교 교양학부 초빙교수
- 2022년: 국민의힘 입당
- 제8회 전국동시지방선거 국민의힘 유정복 후보 선거대책위원회 대변인
- 2022년 9월 ~ 2023년 10월: 인천광역시청 대변인실 홍보특별보좌관
- 국민의힘 제22대 국회의원 선거 남동구 갑 국회의원 후보
- 2024년 3월 ~ 2024년 4월: 국민의힘 4·10 총선 중앙선거대책위원회 종합상황실 공보단 대변인단
- 2024년 4월 ~ 2024년 5월: 국민의힘 원외조직위원장 임시대표단 겸 간사
- 2024년 5월 ~ : 국민의힘 인천광역시당 남동구 갑 당원협의회 위원장
- 2024년 7월 ~ 2025년 7월: 국민의힘 인천광역시당 위원장
- 2024년 9월 ~ 2024년 9월: 국민의힘 인천광역시당 10.16 강화군수 보궐선거 공천관리위원회 위원장
- 2024년 9월 ~ 2024년 12월: 국민의힘 중앙연수원 교수
- 2024년 9월 ~ 2024년 10월: 국민의힘 10.16 강화군수 보궐선거 인천광역시당 통합선거대책위원회 공동선대위원장
- 2024년 9월 ~ : 인하대학교 미디어커뮤니케이션학과 초빙교수
- 2025년 1월 ~ 2025년 2월: 국민의힘 4·2 재보궐선거 인천시당 공천관리위원장
- 2025년 5월~ 2025년 6월: 제21대 대통령 선거 국민의힘 김문수 대통령 후보 인천 선거대책위원회 공동선대위원장

## 진행

### TV
- 2003년 SBS 맛기행 그곳에 가면
- 2003년 SBS 리얼 코리아
- 2003년 SBS 스포츠 와이드
- 2004년 SBS 오픈 스튜디오
- 모닝와이드 - 아침종합뉴스 (주말, 2002년 1월 6일 ~ 2002년 11월 2일 / 2004년 3월 6일 ~ 2004년 10월 9일)
- SBS 1010 뉴스 (2014년 11월 10일 ~ 2020년 10월 16일)

### 라디오
- SBS 러브FM 손범규의 섹션라디오 (2006년 5월 1일 ~ 2006년 11월 3일)
- SBS 러브FM SBS 낮 종합뉴스 (평일, ~ 2015년 10월 1일/목-금, 2020년 12월 24일 ~ 2021년 10월 29일)

## 전과
- 도로교통법위반(음주운전): 벌금 1,500,000원 - 2006년 11월 29일 선고[1]

## 수상 경력
- 2000년 SBS 프로그램 진행상 - 밀레니엄 탐험 리얼코리아
- 2006년 한국아나운서대회 장기범 아나운서상
- 2008년 제20회 한국어문상 대상
- 2008년 문화체육관광부 장관상

## 역대 선거 결과
| 실시년도 | 선거   | 대수 | 직책     | 선거구         | 정당     | 득표수   | 득표율          | 순위 | 당락 | 비고 |
| -------- | ------ | ---- | -------- | -------------- | -------- | -------- | --------------- | ---- | ---- | ---- |
| 2024년   | 총선   | 22대 | 국회의원 | 인천 남동구 갑 | 국민의힘 | 52,139표 | \| \| 40.26% \| | 2위  | 낙선 |      |
|          | 40.26% |      |          |                |          |          |                 |      |      |      |